# 三上実穂
三上 実穂（みかみ みほ、2000年9月6日 - ）は、千葉県出身の元女子プロ野球選手。秀明八千代高校卒。ポジションは内野手。血液型A型。

## 経歴
2018年 全日本女子野球連盟U18強化プログラムチーム「マドンナスターズ」主将を務める。
2018年6月19日から3日間開催された入団テストに合格しプロ入り。
2019年9月19日から10月6日まで期間限定で愛知ディオーネへ移籍することが発表された。
2020年は選手減少によりレイアに所属しながら、試合開催時には埼玉アストライアの選手として活動する。同年は全31試合に出場。
12月15日、同年限りで女子プロ野球を退団することを発表した。
2021年1月6日、GOODJOB女子硬式野球部に所属することを発表。

## 人物・プレースタイル
50m走7秒20、遠投は76m。ミート力、走塁センスを評価されている。
同じく2019年にレイアに入団した鎌田乃愛は秀明八千代高校の同級生。
東京ヤクルトスワローズ所属の長岡秀樹は船橋市立大穴中学校の1学年後輩にあたる。

## 情報詳細

### 年度別打撃成績
| 年 度 | チ ｜ ム     | 試 合 数 | 打 率 | 打 席 数 | 打 数 | 得 点 | 安 打 | 単 打 | 二 塁 打 | 三 塁 打 | 本 塁 打 | 塁 打 | 打 点 | 三 振 | 併 殺 | 四 球 | 死 球 | 犠 打 | 犠 飛 | 盗 塁 | 盗 塁 刺 | 失 策 | 勝 利 打 点 | 出 塁 率 | 長 打 率 | 三 振 率 |
| ----- | ------------ | -------- | ----- | -------- | ----- | ----- | ----- | ----- | -------- | -------- | -------- | ----- | ----- | ----- | ----- | ----- | ----- | ----- | ----- | ----- | -------- | ----- | ----------- | -------- | -------- | -------- |
| 2019  | レイア       | 6        | .200  | 8        | 5     | 0     | 1     | 1     | 0        | 0        | 0        | 1     | 1     | 0     | 0     | 3     | 0     | 0     | 0     | 0     | 0        | 1     | 0           | .500     | .200     | .000     |
| 2020  | アストライア | 31       | .140  | 69       | 57    | 7     | 8     | 6     | 2        | 0        | 0        | 10    | 4     | 7     | 2     | 9     | 1     | 1     | 1     | 1     | 1        | 7     | 0           | .265     | .157     | .123     |
| 通算  | -            | 37       | .145  | 77       | 62    | 7     | 9     | 7     | 2        | 0        | 0        | 11    | 5     | 7     | 2     | 12    | 1     | 1     | 1     | 1     | 1        | 8     | 0           | .289     | .177     | .113     |

- 2020年シーズン終了現在

### 記録
- 初出場：2019年9月23日、対京都フローラ戦、7回表に二塁手で出場
- 初打席・初安打：2019年9月24日、対京都フローラ戦、坂原愛海から左前安打

### 背番号
- 37（2019年 - 2020年）
- 7（2021年 - ）